# جاستون كورنرو
جاستون كورنرو (1888 – 5 يوليو 1944) هو مبارز بالسيف فرنسي راحل، مثّل بلاده في الألعاب الأولمبية الصيفية 1924.

## روابط خارجية
جاستون كورنرو على موقع أوليمبيديا (الإنجليزية)